# Liste der denkmalgeschützten Objekte in Königsbrunn am Wagram
Die Liste der denkmalgeschützten Objekte in Königsbrunn am Wagram enthält die 17 denkmalgeschützten, unbeweglichen Objekte der Gemeinde Königsbrunn am Wagram.

## Denkmäler
| Foto |                 | Denkmal                                                                    | Standort                                                | Beschreibung | Metadaten |
| ---- | --------------- | -------------------------------------------------------------------------- | ------------------------------------------------------- | --- | --- |
| ja   | Datei hochladen | Kath. Pfarrkirche hl. Laurentius HERIS-ID: 27063 Objekt-ID: 23576          | neben Florianigasse 2 Standort KG: Bierbaum am Kleebigl | Die in barockem Stil ausgeführte Saalkirche wurde im dritten Viertel des 18. Jahrhunderts im Anschluss an einen frühgotischen (spätes 13. Jahrhundert) Chor- oder Kapellenbau errichtet. Der Zubau des Turms und eine Verlängerung nach Westen erfolgten in der ersten Hälfte des 19. Jahrhunderts. | BDA-Hist.: Q34666919 Status: § 2a Stand der BDA-Liste: 2025-06-30 Name: Kath. Pfarrkirche hl. Laurentius GstNr.: 108 Bierbaum - Pfarrkirche hl. Laurentius     |
| ja   | Datei hochladen | Ortskapelle hl. Leonhard HERIS-ID: 27061 Objekt-ID: 23574                  | gegenüber Hauptplatz 8 Standort KG: Frauendorf          | Der schlichte Bau mit vorgestelltem Turm und rundem Schluss wurde wahrscheinlich in der zweiten Hälfte des 19. Jahrhunderts errichtet. Die Fassade ist durch Lisenen und Rundbogenfenster gegliedert. Der zweigeschoßige Turm hat rundbogige Schallfenster und einen Pyramidenhelm. Der Innenraum hat ein Platzlgewölbe auf Wandpfeilern. Am Altarbild ist der heilige Leonhard abgebildet.                                                 | BDA-Hist.: Q37907364 Status: § 2a Stand der BDA-Liste: 2025-06-30 Name: Ortskapelle hl. Leonhard GstNr.: 37 Kapelle hl. Leonhard, Frauendorf an der Au         |
| ja   | Datei hochladen | Gnadenstuhl HERIS-ID: 27065 Objekt-ID: 23578                               | Standort KG: Hippersdorf                                | Auf einer Säule ruht ein Gnadenstuhl mit einem Relief des heiligen Donatus. Das Denkmal ist laut Bezeichnung im Jahr 1780 errichtet worden. | BDA-Hist.: Q37907398 Status: § 2a Stand der BDA-Liste: 2025-06-30 Name: Gnadenstuhl GstNr.: 945/1 Gnadenstuhl in Hippersdorf                                   |
| ja   | Datei hochladen | Ortskapelle HERIS-ID: 27058 Objekt-ID: 23571                               | vor Plexentalerstraße 13 Standort KG: Hippersdorf       | Der schlichte Bau mit Rundapsis und Schweifgiebel wurde Ende des 18. Jahrhunderts errichtet. Er hat einen Dachreiter mit Giebelspitzhelm und Rundbogenfenster. Der Innenraum ist flach gedeckt. Das Altärchen wurde um 1900 gebaut. Die Glocke ist ein Werk von Georg Gössner aus dem Jahr 1850. | BDA-Hist.: Q37907308 Status: § 2a Stand der BDA-Liste: 2025-06-30 Name: Ortskapelle GstNr.: 945/1 Ortskapelle Hippersdorf                                      |
| ja   | Datei hochladen | Pfarrhof HERIS-ID: 27060 Objekt-ID: 23573                                  | Am Bromberg 4 Standort KG: Königsbrunn                  | Der Pfarrhof südlich der Kirche ist ein zweigeschoßiger Bau mit Walmdach, urkundlich erstmals erwähnt im Jahr 1762. Die spätbarocke Obergeschoßfassade weist eine Putzgliederung auf. 1876 wurde das Haus durch einen Zubau erweitert. | BDA-Hist.: Q37907344 Status: § 2a Stand der BDA-Liste: 2025-06-30 Name: Pfarrhof GstNr.: 176                                                                   |
| ja   | Datei hochladen | Kath. Pfarrkirche hl. Johannes d. Täufer HERIS-ID: 27073 Objekt-ID: 23587  | neben Am Bromberg 4 Standort KG: Königsbrunn            | Der ursprünglich barocke Saalbau wurde 1756/1757 von Josef Koch errichtet, 1898 verlängert und 1936 zu einer kreuzförmigen Anlage mit Rundapsis und Turm erweitert. Die Kirche war zur Bauzeit eine Filiale von Kirchberg am Wagram und wurde 1783 zur Pfarrkirche erhoben. | BDA-Hist.: Q37907508 Status: § 2a Stand der BDA-Liste: 2025-06-30 Name: Kath. Pfarrkirche hl. Johannes d. Täufer GstNr.: 179 Pfarrkirche Königsbrunn am Wagram |
| ja   | Datei hochladen | Figur HERIS-ID: 27069 Objekt-ID: 23583                                     | gegenüber Am Bromberg 4 Standort KG: Königsbrunn        | Vor der Kirche steht eine Dreifaltigkeitssäule mit Gnadenstuhl aus dem Jahr 1873, der eine Bischofsfigur aus der ersten Hälfte des 18. Jahrhunderts trägt. | BDA-Hist.: Q37907451 Status: § 2a Stand der BDA-Liste: 2025-06-30 Name: Figur GstNr.: 179                                                                      |
| ja   | Datei hochladen | Figur hl. Johannes Nepomuk HERIS-ID: 27080 Objekt-ID: 23594                | neben Am Bromberg 6 Standort KG: Königsbrunn            | Vor der Schule steht auf einem Volutensockel eine Nepomukstatue aus Sandstein, die mit 1765 bezeichnet ist. | BDA-Hist.: Q37907583 Status: § 2a Stand der BDA-Liste: 2025-06-30 Name: Figur hl. Johannes Nepomuk GstNr.: 177                                                 |
| ja   | Datei hochladen | Grabstein HERIS-ID: 27081 Objekt-ID: 23595                                 | westlich Am Bromberg 10 Standort KG: Königsbrunn        | Der spätbarocke Grabstein an der Friedhofsmauer ist mit 1767 bezeichnet. Über quaderförmigem Sockel aufgestellte ovale, in ein Kruzifix mit sichelförmig endenden Kreuzarmen übergehende Platte. Anmerkung: Der Grabstein ist (Stand: Sommer 2022) nicht auffindbar. | BDA-Hist.: Q37907598 Status: § 2a Stand der BDA-Liste: 2025-06-30 Name: Grabstein/Grabplatte GstNr.: 362                                                       |
| ja   | Datei hochladen | Grabstein HERIS-ID: 27082 Objekt-ID: 23596                                 | westlich Am Bromberg 10 Standort KG: Königsbrunn        | Der spätbarocke Grabstein an der Friedhofsmauer ist mit 1793 bezeichnet. Annähernd quadratische, von Putten flankierte Inschriftenplatte mit reliefierter segmentbogig geschlossener Volutenbekrönung über Sockelplatte. Anmerkung: Friedhofsmauer abgerissen und neu gebaut; Grabstein nicht auffindbar, erfolglos am Gemeindeamt angefragt.                                                                                               | BDA-Hist.: Q37907616 Status: § 2a Stand der BDA-Liste: 2025-06-30 Name: Grabstein/Grabplatte GstNr.: 362                                                       |
| ja   | Datei hochladen | Friedhofskreuz HERIS-ID: 27071 Objekt-ID: 23585                            | westlich Am Bromberg 10 Standort KG: Königsbrunn        | Das kunstvolle Rokoko-Schmiedeeisenkreuz wurde um 1760 von Adam Michael Kuhn angefertigt. | BDA-Hist.: Q37907473 Status: § 2a Stand der BDA-Liste: 2025-06-30 Name: Friedhofskreuz GstNr.: 362 Cemetery cross, Königsbrunn am Wagram                       |
| ja   | Datei hochladen | Grabkapelle der Familien Schaupp und Mann HERIS-ID: 27072 Objekt-ID: 23586 | nordwestlich Am Bromberg 10 Standort KG: Königsbrunn    | Die Grabkapelle der Familie Mann ist ein neugotischer Backsteinbau von Ende des 19./Anfang des 20. Jahrhunderts. | BDA-Hist.: Q37907491 Status: § 2a Stand der BDA-Liste: 2025-06-30 Name: Grabkapelle Familie Mantler GstNr.: 362                                                |
| ja   | Datei hochladen | Rathaus/Gemeindeamt HERIS-ID: 27077 Objekt-ID: 23591                       | Rathausplatz 1 Standort KG: Königsbrunn                 | Das Rathaus hat eine späthistoristische Fassade aus dem 19. Jahrhundert. | BDA-Hist.: Q37907548 Status: § 2a Stand der BDA-Liste: 2025-06-30 Name: Rathaus/Gemeindeamt GstNr.: 76 Rathaus, Königsbrunn am Wagram                          |
| ja   | Datei hochladen | Flur-/Wegkapelle HERIS-ID: 27079 Objekt-ID: 23593                          | neben Kremser Straße 55 Standort KG: Königsbrunn        | | BDA-Hist.: Q37907567 Status: § 2a Stand der BDA-Liste: 2025-06-30 Name: Flur-/Wegkapelle GstNr.: 1066                                                          |
| ja   | Datei hochladen | Bildstock HERIS-ID: 27059 Objekt-ID: 23572                                 | Standort KG: Königsbrunn                                | Der Kapellenbildstock am nördlichen Ortsausgang ist mit 1832 bezeichnet. Er hat einen Spitzgiebel und ein Biedermeier-Steckgitter. | BDA-Hist.: Q37907324 Status: § 2a Stand der BDA-Liste: 2025-06-30 Name: Bildstock GstNr.: 1205 Kapellenbildstock FL 1832, Königsbrunn am Wagram                |
| ja   | Datei hochladen | Ortskapelle HERIS-ID: 27067 Objekt-ID: 23581                               | gegenüber Ortsstraße 10 Standort KG: Zaußenberg         | Der schlichte Apsisbau mit geschwungenem Giebel ist innen mit 1767 bezeichnet. Er hat einen Dachreiter mit Giebelhelm. Der Innenraum ist flach gedeckt. Das spätbarocke Altärchen wurde Ende des 18. Jahrhunderts gebaut und Ende des 19. Jahrhunderts neu gefasst. Das Pietà-Altarbild wird von barocken Figuren begleitet, die eine weibliche und einen männlichen Heiligen darstellen. Zur weiteren Ausstattung zählen barocke Leuchter. | BDA-Hist.: Q37907434 Status: § 2a Stand der BDA-Liste: 2025-06-30 Name: Ortskapelle GstNr.: .24 Ortskapelle Zaußenberg                                         |
| ja   | Datei hochladen | Figurenbildstock hl. Dreifaltigkeit HERIS-ID: 27066 Objekt-ID: 23580       | bei Ortsstraße 19 Standort KG: Zaußenberg               | | BDA-Hist.: Q37907417 Status: § 2a Stand der BDA-Liste: 2025-06-30 Name: Figurenbildstock hl. Dreifaltigkeit GstNr.: 512/3                                      |